# Brecht Wallis
Brecht Wallis (6 de septiembre de 1977 en Hasselt, Flandes), es un deportista de Kickboxing belga. El comenzó a practicar el judo a la edad de 12 y pocos años más tarde el thaiboxing. En 2001 se trasladó a los Países Bajos para seguir su carrera profesional en el Gym de Tailandia debajo del entrenador Miki Benazzouz.
El 14 de febrero de 2004 Brecht ganó su primer torneo K-1 en Estocolmo, Suecia que calificaba para GP 2004 del mundo K-1 en Las Veagas II. En los finales cuartos que lo emparejaron para arriba contra el favorito pesado, Carretero estadounidense Williams, Wallis ganó la lucha por alto retroceso spectactular en 3 redondos. Su opositor siguiente en semis era otra vez Jorgen Kruth. Después de que estuvo luchado uniformemente el fósforo Brecht Wallis fuera anunciado un ganador por la decisión unánime y se moviera encendido a los finales del torneo contra el MES poderoso americano donde él sufrió su primera pérdida por un KO devastador en un segundo redondo. 
Después de pocos años fuera K-1 del circuito que luchaba Brecht Wallis hecho su reaparición en el 4 de mayo de 2007 en el GP 2007 de la red que luchaba K-1 en Rumania, ganar el torneo sobre Doug Viney, Errol Zimmerman y Pola Mataele y se calificó para GP 2007 del mundo K-1 en Ámsterdam.
- Datos: Q4960020